# Solaris Urbino 18
Solaris Urbino 18 — міський 18-метровий автобус польської фірми Solaris Bus&Coach, що серійно випускається з 1999 року, постійно покращуючись у дизайні і у характеристиках. Цей автобус є розробкою Solaris, що повністю відповідає Європейським стандартам, і навіть може їздити на екодизелі, якщо його обладнати спеціальним двигуном; до того ж завдяки низькій підлозі він вкрай зручний для перевезення малих дітей, інвалідів, людей похилого віку.
Автобуси Solaris Urbino 18 отримали чималий успіх у застосування і широко розповсюджені по країнах Європи таких як: Німеччина, Польща, Україна, Франція, Чехія, Словаччина і Естонія.

## Описання моделі

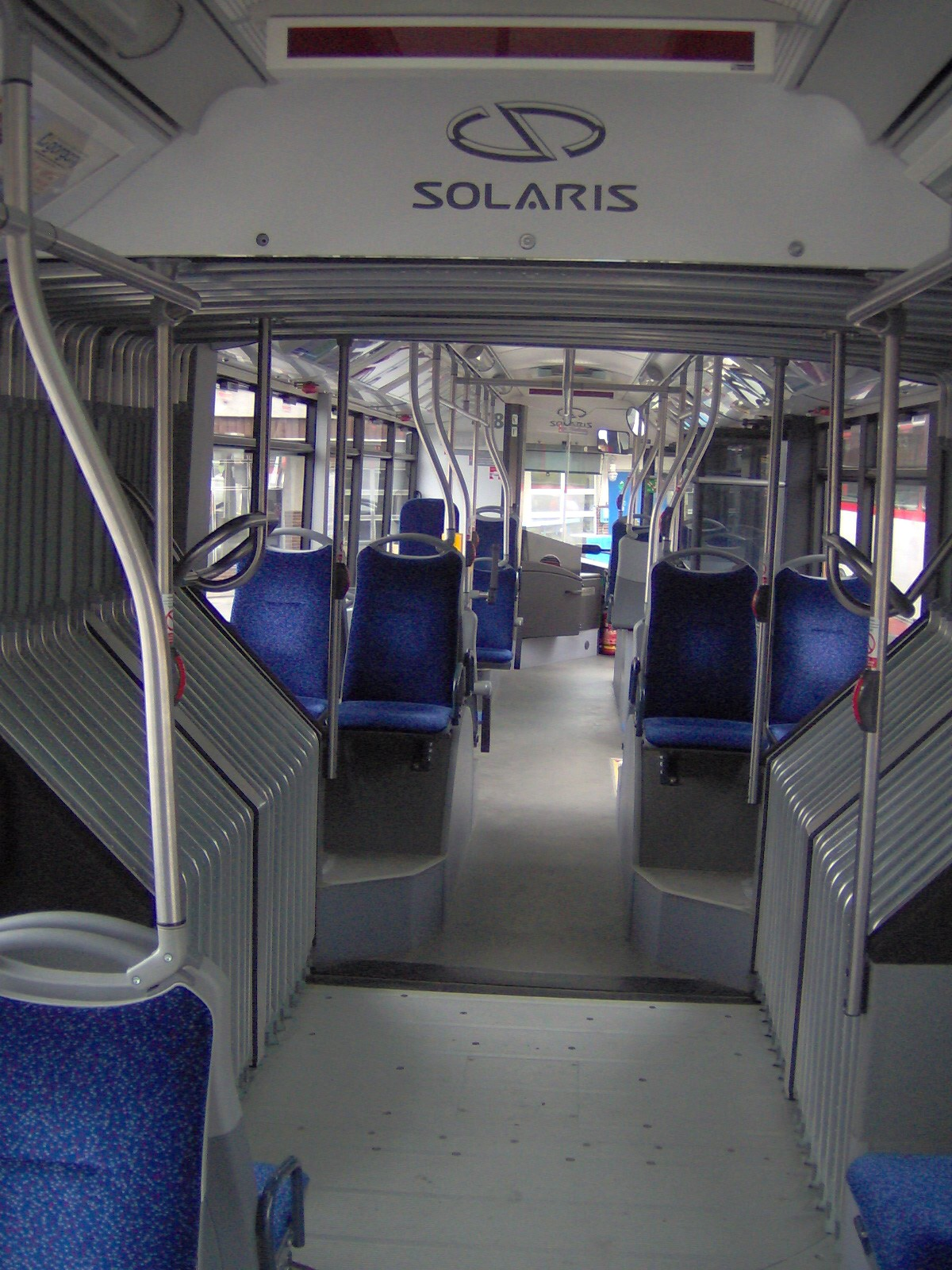
Салон Slaris Urbino 18

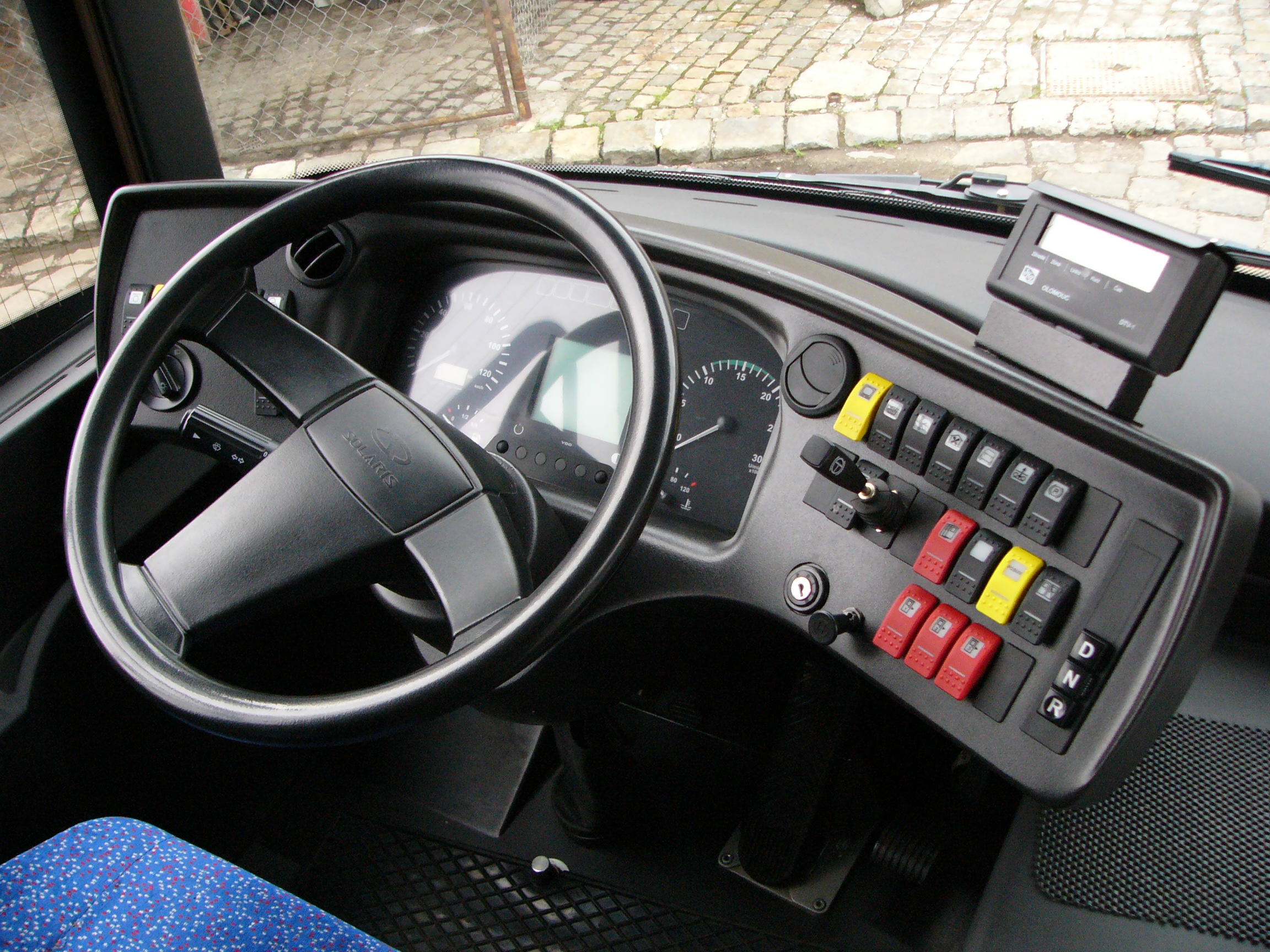
Приборна панель

Solaris Urbino 18 є автобусом, що найкраще пристосований працювати у величезних містах та перевозити велику кількість людей. За габаритами Urbino 18 майже не поступається 18.75-метровому Centroliner-18, лише його висота стала рівно 18 метрів. Кузов автобуса чотиридверний дволанкового типу, вагонного компонування. Кузов цього автобуса є повністю металічним та не має пластикового покриття — первинно кузов покривається суцільнообтягнутим листом неіржавкої сталі, вторинно покривається роздільними листами алюмінію; дах покритий 4 листами; така побудова обшивки дуже тривка і набагато збільшує ресурс кузова та має повний антикорозійний захист. Кузов зроблено з дуже сучасним дизайном, кути повністю заокруглені. Передок автобуса злегка вигнутий, лобове скло панорамне або розділене; два склоочисники можуть переміщатися за допомогою тягових важелів  або простим контактом, у випадку якщо лобове вікно панорамне і вони розташовані один над одним. Бампер у автобуса заварний і не випирає у кузові, на ньому розміщується реєстраційний номер Urbino-18. Світлотехніка на передку представлена 10 підсвітними фарами (5 з кожного боку); 6 з яких великі, 2 меншого розміру і останні протитуманні; фари поворотних покажчиків розміщуються на боковинах. Фари мають лінзове покриття, від чого набагато збільшується далекоглядність і істотно покращується освітлення у темну пору доби. Лінія обрізу металевої частини йде не прямо, а «хвилею». Характерний символ низькопідлоговості фірми Solaris Bus&Coach — весела зелена такса з брелком у вигляді емблеми Solaris позначує тут, що дана модель є низькопідлоговою. Ця ж такса може позначувати і те, що модель зчленована якщо вона стоїть прямо і є більш «витягнутою» у довжину. Зверху від лобового скла розташовується передній маршрутовказівник; вказівники маршрутів представлені електронними табло зеленого кольору з номером маршруту та текстовим написом про його напрямок. Електронні маршрутовказівники ще розташовуються по одному на боковинах і одному ззаду. Ці табло керуються за допомогою міні-комп'ютера, що встановлюється на або біля приладової панелі; до того ж у них є спеціальні режими, коли табло може показати про кінцеву зупинку, паузу на обід і т.д. Бокові дзеркала зовнішнього виду великого розміру, сферичні у стилі «вуха зайця». Автобус тривісний, колеса цього автобуса дискові (передня і 2 вісь) і здебільшого радіанні (остання вісь); ведуча вісь — ZF AV 132; автобус також відомий за велику безпечність перевезень, у нього присутні антиблокувальна і антибуксувальні системи, електронно-пневматична система гальмування окремо кожного з коліс ECAS і «паркове» гальмо (ручник). Двигун автобуса знаходиться ззаду, за задньою панеллю; частина його розміщується у салоні з лівого боку (його неможливо умістити під підлогою оскільки цей автобус навіть більш ніж низькопідлоговий); саме тому частина заднього вікна відсутня. Автобус Solaris Urbino 18 використовує дизельні двигуни DAF або Cummins, потужністю 235—265 кіловат. Solaris Urbino-18 є не просто низькопідлоговим автобусом, він має систему кнілінгу кузова яка здатна опускати його на 7 сантиметрів і підвищувати на 6, а оскільки висота підлоги салону над дорогою є 35 сантиметрів, з опущеним кузовом він є ультранизькопідлоговим. Система кнілінгу дуже вигідна для перевезення маломобільних груп громадян та дітей, до того ж висота кнілінгу може фіксуватися. До салону ведуть або 3 або 4 двостулкові двері, їхня кількість залежить від замовлення та обладання, задні двері або передні можуть бути одностулковими. Підлога настелена суцільнотягненим листом лінолеуму з блискітками і блискучість боковин надає автобусові дуже сучасний дизайн салону. Поручні автобуса розташовані у обох секціях у великій кількості як горизонтального так і вертикального типу; поручні з тонкої сталевої труби. Сидіння м'які, роздільні, ківшевого типу з пластиковими тримачами для стоячих поряд пасажирів. Кількість сидячих місць може варіюватися від 34 до 53 у залежності від замовлення. У цієї моделі передбачена можливість перевезення людей-інвалідів і увесь комфорт для цього. Оскільки просто під'їзд впритул до бордюру може виявити недостатнім, прямо на вході до 2 дверей (середня секція) вмонтовано відкидний пандус розмірами 1000×900 (вимір у міліметрах), який здатен витримати дорослу людину у візку, він складається вручну; для розміщення інвалідних крісел є спеціальна збірний майданчик навпроти середніх дверей. Обидві секції автобуса з'єднуються з'єднувальною гармошкою. Ця гармошка зі сталі блискучого відтінку, усі частини гармошки — металеві. Вузол зчленування дозволяє стояти прямо на ньому (усередині проходу гормошки є навіть поручні), переходити з секції у секцію; вузол повністю заварений, тому такі заходи безпеки як обмежувальні поручні у вузлі не потребуються. Попри зварення, вузол дозволяє вигинати гармошку на 35° на крутих поворотах. Вентиляція у автобусі здійснюється за допомогою клімат-контрольної установки і висувних кватирок. Вікна величезного розміру не завдають неприємностей людям високого зросту, затоновані чорним кольором, що добре захищає від сонця. Система опалювання калориферна з 4 опалювачів у салоні на 2 швидкості. Повністю автобус уміщує у собі до 160—170 чоловік. Система компостування представлена електронними компостерами на поручнях. Підсвітка виконується плафоновими лампами що встановлені на даху салону. Кабіна водія відокремлена від салону перегородкою, кабіна також виконана з високим комфортом і дизайном. Основне світло у кабіні від плафонового світильника. Приладова панель з пластику округлого типу «торпедо». Кнопки на панелі мають індивідуальну підсвітку, легко читаються і легкі у використанні. Проблема розстановки кількох підкермових важелів вирішена шляхом об'єднання їх у один мультиджойстик. Кермо з гідропідсилювачем ZF-Servocom, педалі гідропневматичні фірми Wabco. Показникові прилади мають власне освітлення циферблату. Коробки передач цього автобуса бувають ZF6HP Ecomat4; ZF Ecolife
або Voith Diwa-5. Автобус відповідає міжнародним економічним вимогам Euro-4 і може працювати на екодизелі.

## Технічні характеристики
| Solaris Urbino 18                                    | Solaris Urbino 18                                                                                             |
| ---------------------------------------------------- | --- |
| Загальні дані                                        | |
| Модель                                               | Solaris Urbino 18                                                                                             |
| Клас                                                 | зчленований міський автобус                                                                                   |
| Виробник                                             | Solaris Bus&Coach                                                                                             |
| Випускається з                                       | 1999 |
| Кузов                                                | |
| Кузов (загальне описання)                            | двохзвенного типу, двохвагонного компонування, заокрулені кути                                                |
| Каркас кузова                                        | неіржавка сталь                                                                                               |
| Первинне покриття кузова                             | неіржавка сталь                                                                                               |
| Вторинне покриття кузова                             | алюмінієві листи                                                                                              |
| Габаритні розміри                                    | |
| Довжина, мм                                          | 18000 |
| Ширина, мм                                           | 2550 |
| Висота, мм                                           | 2850 (по даху) 3050 (з клімат-контрольною установкою)                                                         |
| Передній звис, мм                                    | 2700 |
| Задній звис, мм                                      | 3400 |
| Поворотний діаметр, не менше                         | 23 метри |
| Колісна база, мм                                     | 5100 (причеп) 6370 (тягач)                                                                                    |
| Дорожній просвіт, мм                                 | 140 |
| Елементи ззовні                                      | |
| Світлотехніка (передок)                              | 10 освітніх фар (2 протитуманні)                                                                              |
| Бампер                                               | заварний, нечіткоокреслений                                                                                   |
| Маршрутовказівники                                   | електронні табло з різними функціями (детальніше у описанні моделі)                                           |
| Розташування двигуна                                 | ззаду за задньою панеллю, частина у салоні                                                                    |
| Колеса                                               | 295/80R×22.5 (радіанні)                                                                                       |
| Осі, штук                                            | 3 (6×2) |
| Шасі                                                 | |
| Передня вісь                                         | ZF RL 75 EC (стандартна) ZF RL 85 A (необов'язкова)                                                           |
| Ведуча вісь, модель                                  | ZF AV 132 |
| Центральна вісь, модель                              | ZF AVN 132 |
| Змазка шасі                                          | густе масло (стандарте) Vogel KFBS1 (необов'язкове)                                                           |
| Гальмівні системи                                    | ABS; ASR; EBS (електронна система); зупинна (ручник); трансмісійно-інтегрований уповільнювач (необов'язковий) |
| Передня підвіска                                     | незалежна |
| Задня підвіска                                       | залежна пневмоважільна                                                                                        |
| Салон                                                | |
| Кількість дверей і тип                               | 3—4 двостулкові (задні можливі одностулкоі) поворотно-зсувного типу                                           |
| Аварійне відкриття дверей                            | кнопки біля дверей ззовні і над приводом усередині                                                            |
| Висота підлоги салону над дорогою, см                | 35 (без кнілінгу)                                                                                             |
| Кнілінг на,                                          | 7 см униз ; 6 см уверх                                                                                        |
| Пандус для в'їзду інвалідних візків                  | відкидна рампа, відсувається і зсувається механічно                                                           |
| Розташування пандуса                                 | 2 (дальні) двері тягача                                                                                       |
| Поручні                                              | з тонкої сталевої труби                                                                                       |
| Сидіння                                              | м'які, роздільні, ківшевого стилю                                                                             |
| Кількість сидінь                                     | 34—53 (залежно від замовлення та встановлення іншого обладнання)                                              |
| Висота салону, см                                    | 240 сантиметрів                                                                                               |
| Система компостування квитків                        | електронні апарати на поручнях                                                                                |
| Підсвітка у салоні                                   | плафонові світильники на даху                                                                                 |
| Вентиляція у салоні                                  | через зсувні кватирки; клімат-контрольну установку; 2 вентилятори                                             |
| Бокові вікна                                         | затоновані чорним-кольором                                                                                    |
| Опалення у салоні                                    | 4 калорифери на 2 швидкості кожен                                                                             |
| Додаткова система підігріву                          | Webasto |
| Пасажиромісткість салону, чол                        | 160…170 |
| Місце водія                                          | |
| Кабіна водія                                         | відокремлена перегородкою від салону                                                                          |
| Підсвітка у кабіні                                   | кожен з показникових приладів і один плафоновий світильник                                                    |
| Вентиляція у кабіні                                  | через вентилятор і зсувну кватирку                                                                            |
| Крісло водія                                         | м'яке з підресорами; регулюється в глибину і в висоту                                                         |
| Приладова панель                                     | у формі півкола з твердого пластику                                                                           |
| Кермова система                                      | ZF 8098 Servocom                                                                                              |
| Педалі                                               | Wabco, гідромеханічні                                                                                         |
| Коробка передач                                      | ZF 6 HP Ecomat 4 ZF Ecolife Voith Diwa 5                                                                      |
| Двигун і динамічні характеристики                    | |
| Тип палива                                           | дизель, екодизель                                                                                             |
| Марка двигуна (для конкретно цієї модифікації)       | DAF PR228 (стандартний) DAF PR265 (необов'язковий)                                                            |
| Потужність, кіловат                                  | 231 (стандартний) 266 (необов'язковий)                                                                        |
| Місткість паливного бака, літри                      | 350 |
| Додатковий Ad-Blue tank, розрахований, на            | 40 літрів |
| Відповідність нормам щодо викидів                    | Euro-4 |
| Витрати пального при міському циклі на 100 км, літри | 27 |
| Максимальна швидкість руху, км/год                   | 120 |
| Розгін 0—60 км/год за, сек                           | 38 (з повною масою) 28 (пустий)                                                                               |

## Модифікації і модельний ряд Urbino
Частини кузова та інші деталі цього автобуса були узяті з міської моделі Neoplan N4522, сам дизайн кузова автобуса Solaris Urbino 18 i Neoplan Centroliner18 має чимало подібностей, проте з часом розробок Urbino 18 подібностей у Neoplan N4522 і Соларіс Urbino стало усе менше. Зчленована модель Urbino-18 стала «довгою» версією Solaris Urbino 12 (базою якої у свю чергу стала розробка Neoplan N4516). На базі Urbino-18 був спроектований зчленований низькопідлоговий тролейбус Solaris Trollino 18.
Модель Urbino-18 має модифікацію Solaris Urbino 18CNG, яка має окрім розділеного вітрового скла навпіл чимало технічних відмінностей і навіть інших двигун, не DAF, а Cummins. Neoplan'івська розробка подібної моделі — Neoplan N4522P.

## Фотографії

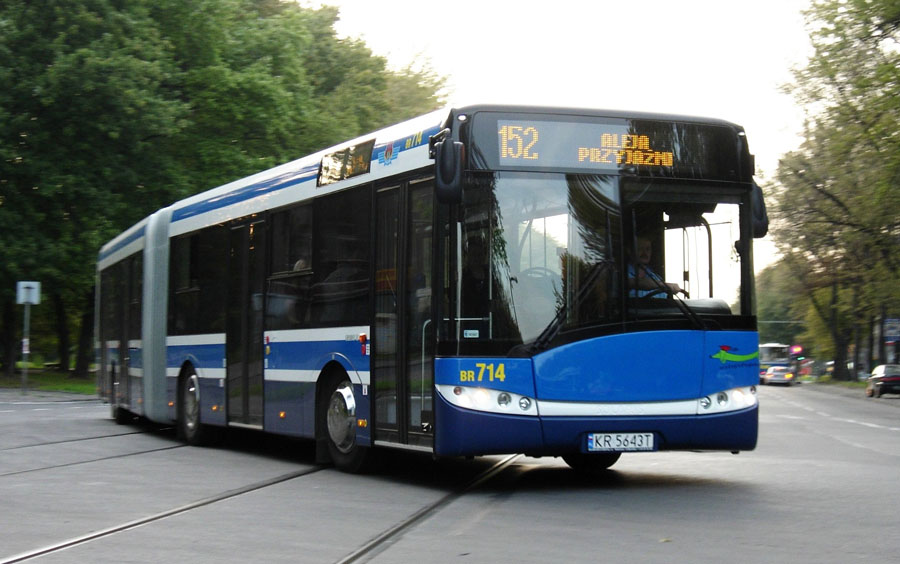
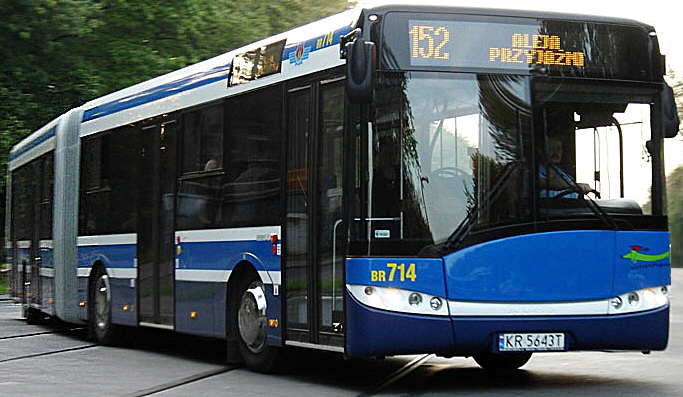
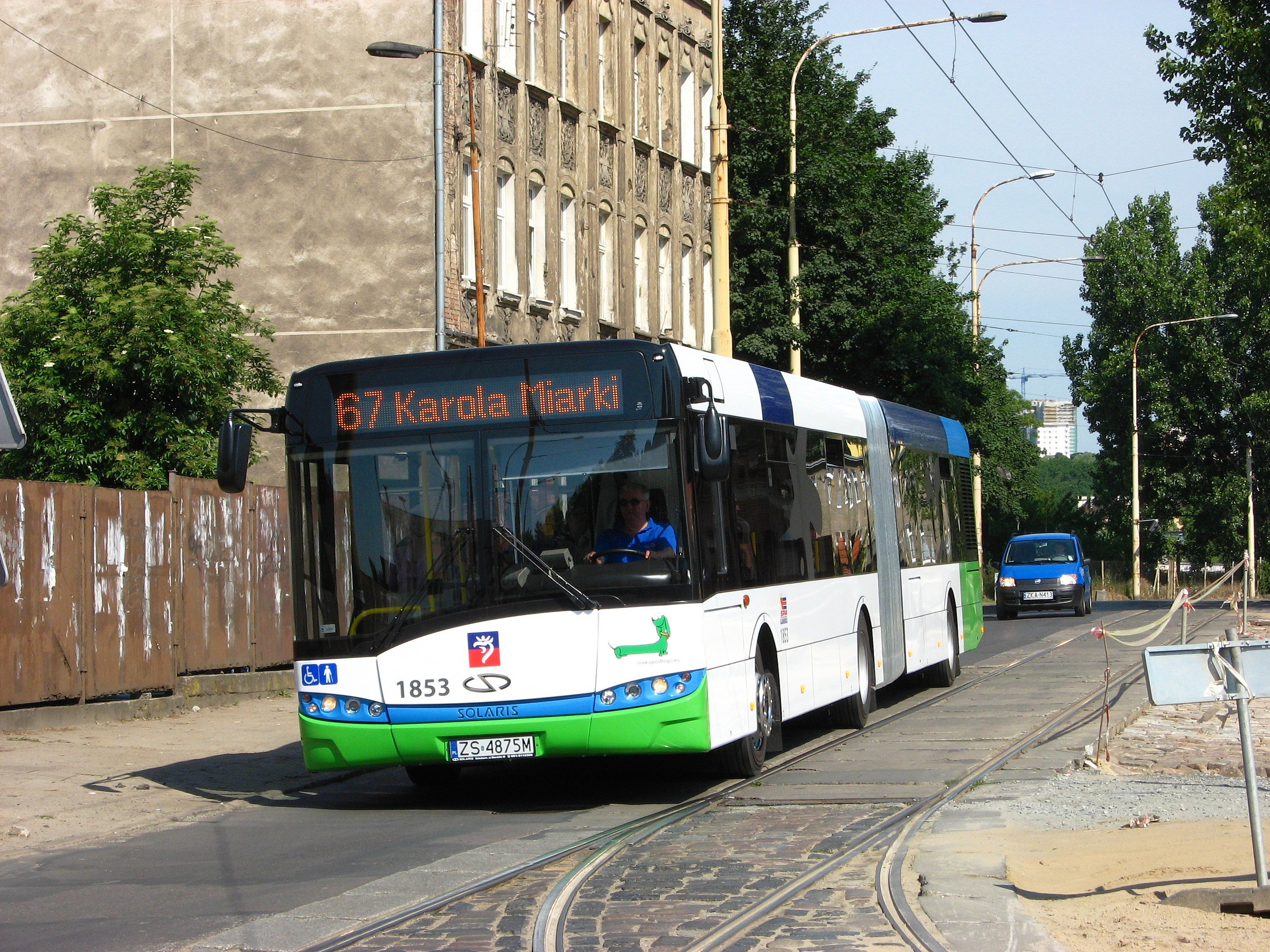
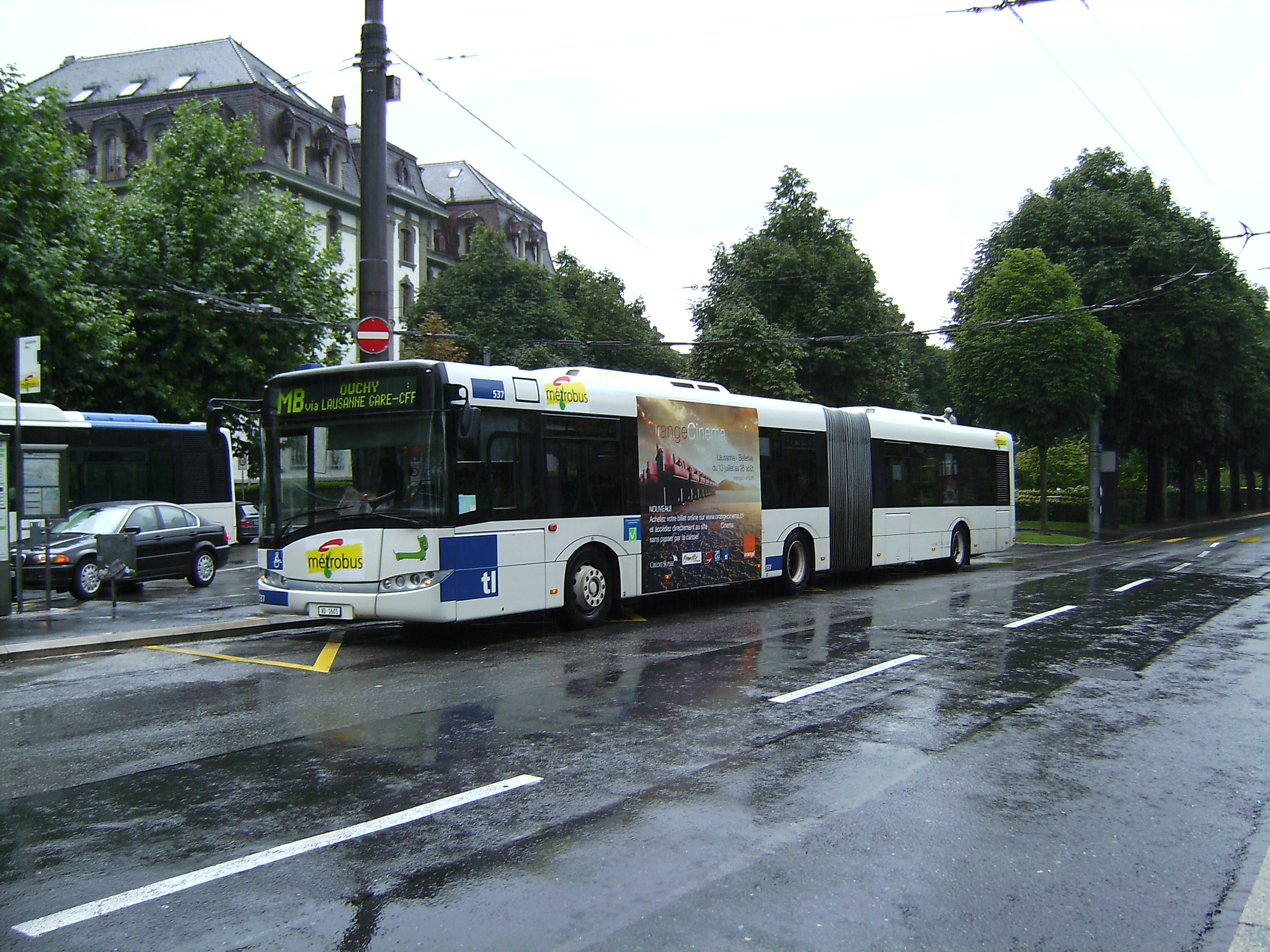
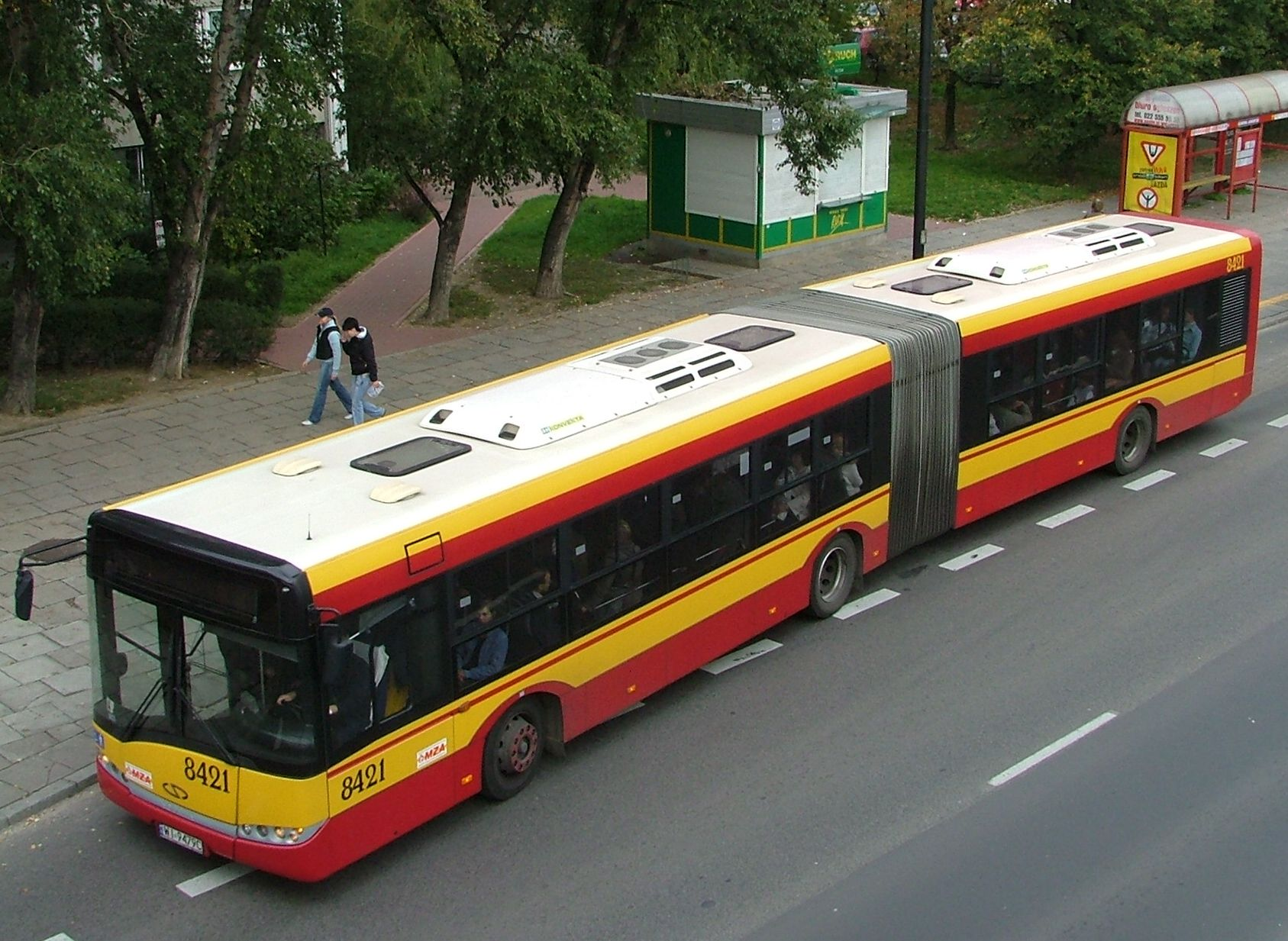
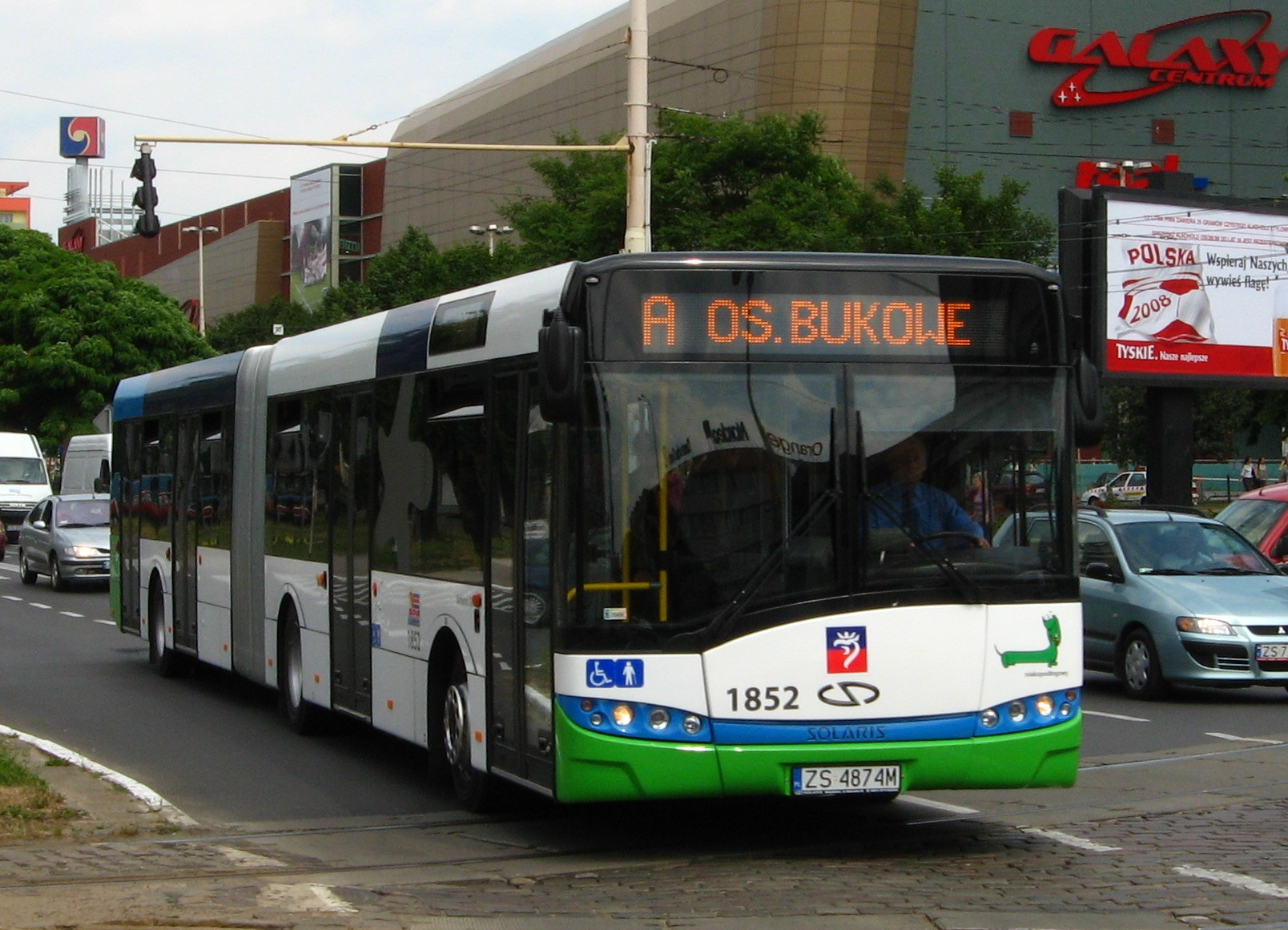
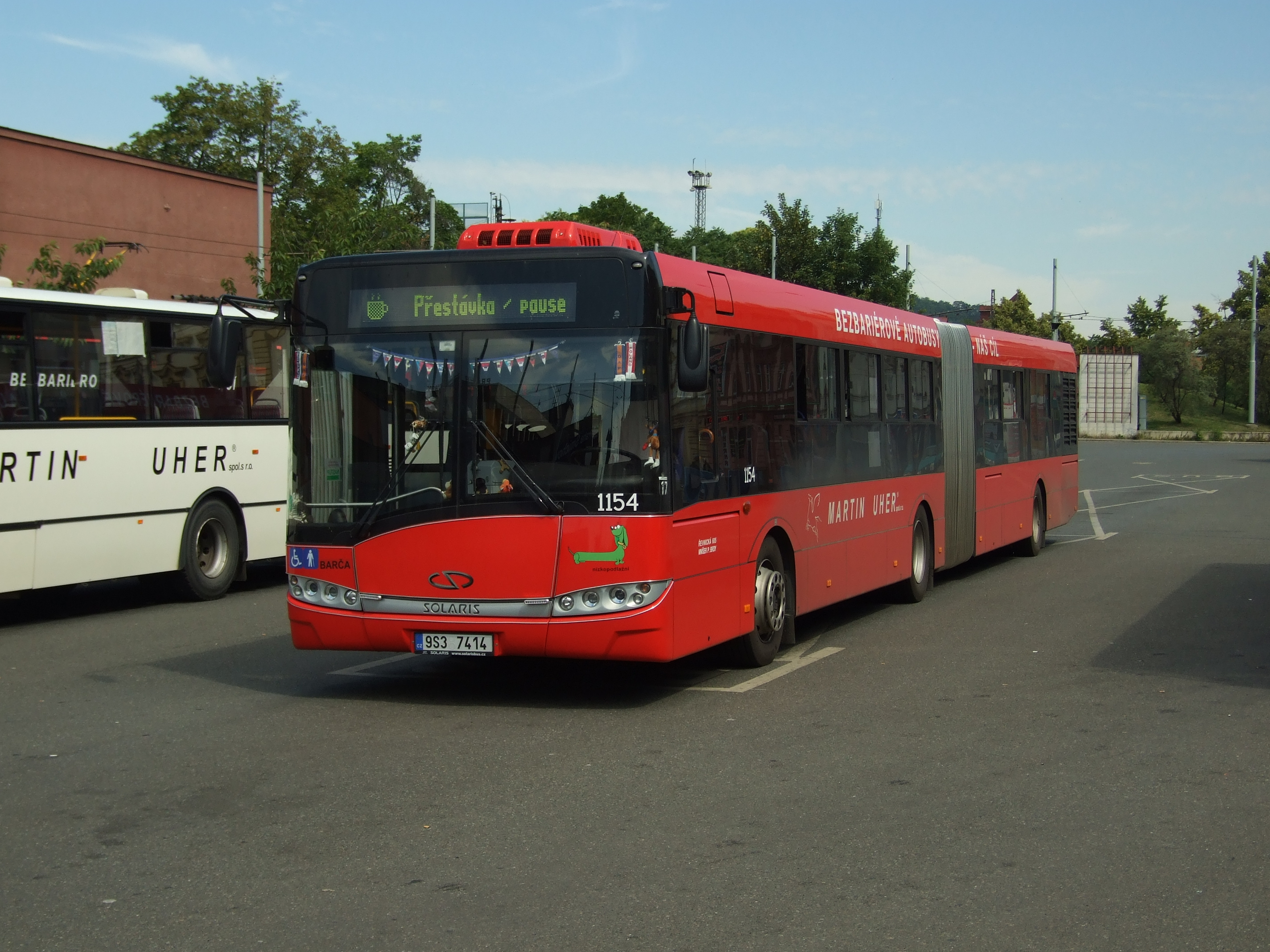
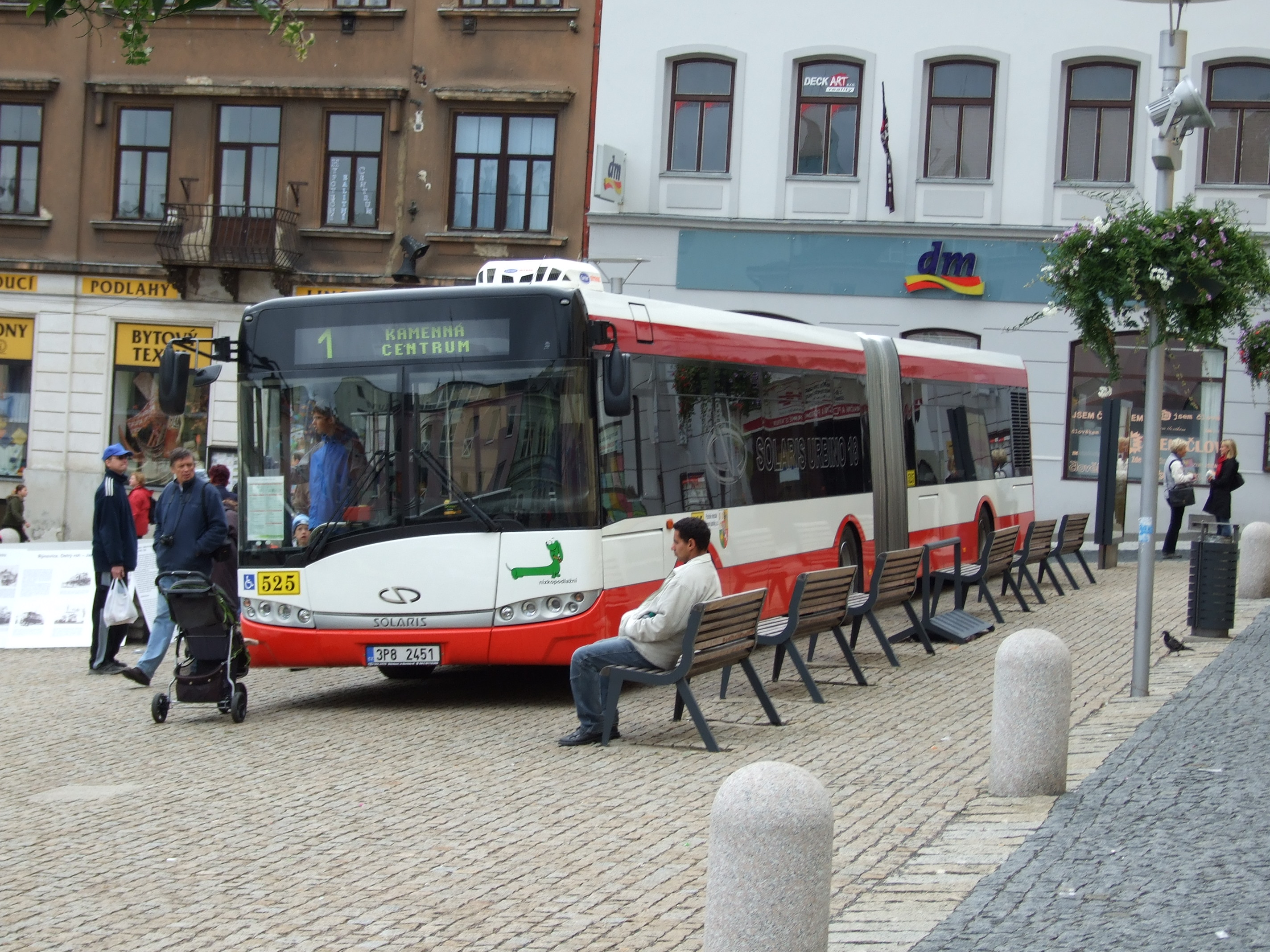
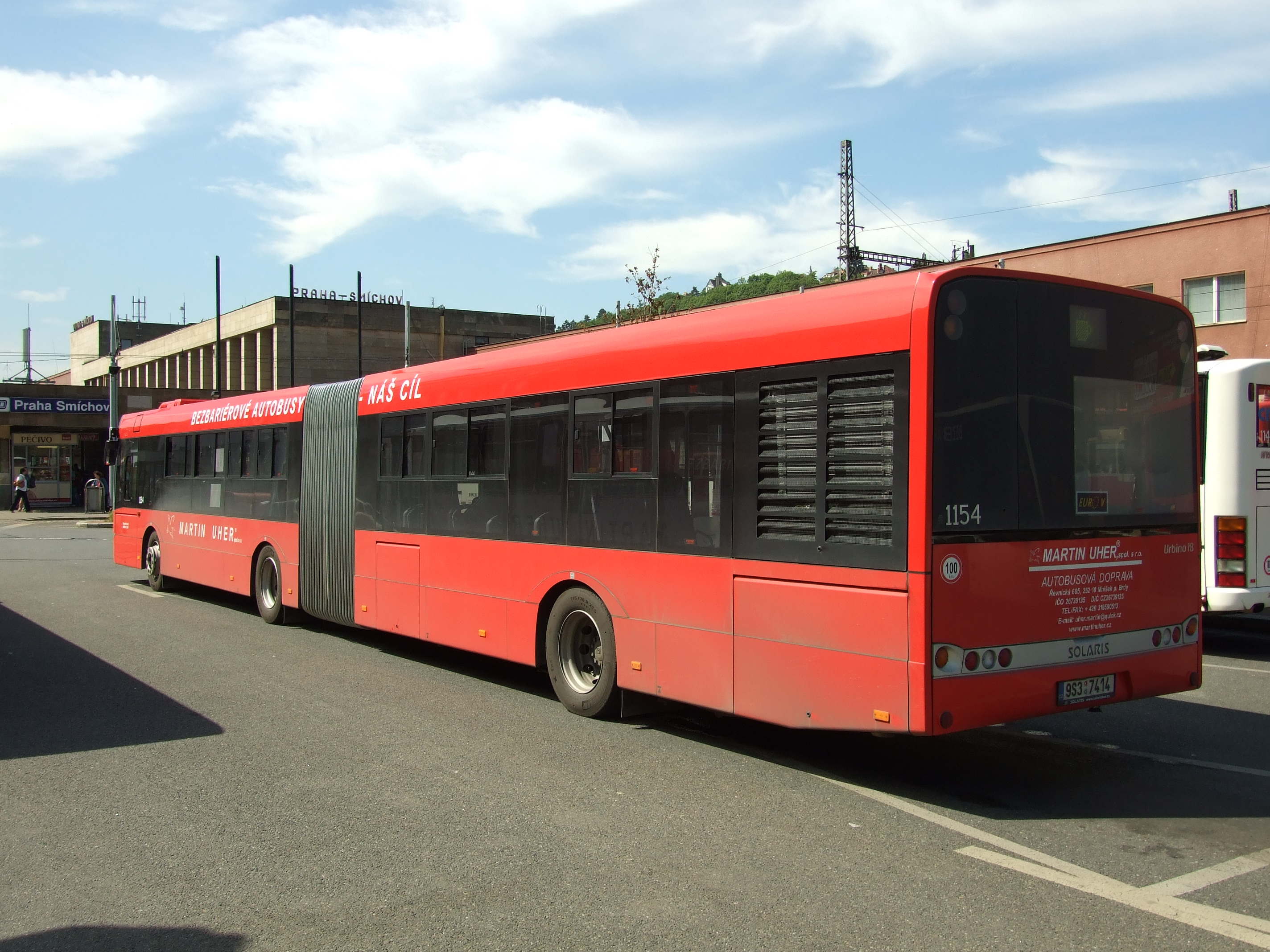
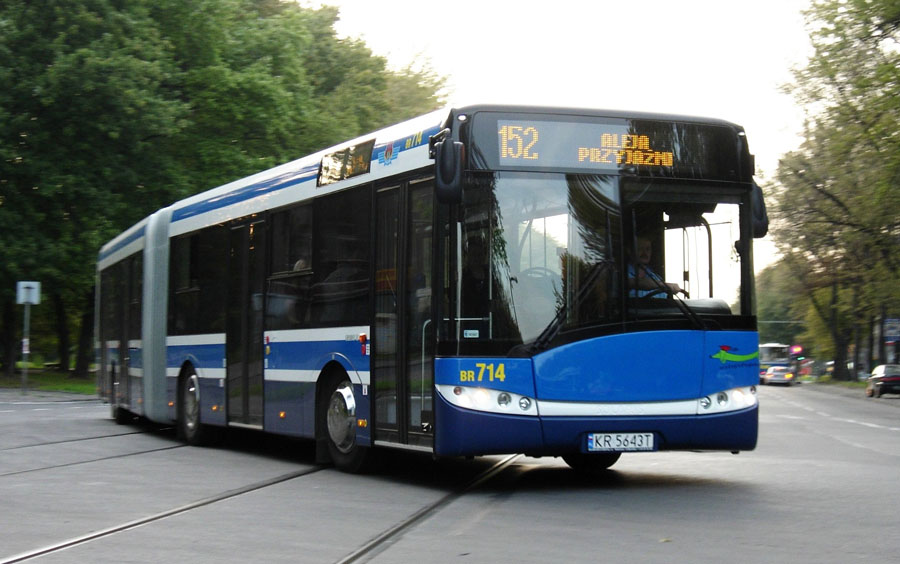
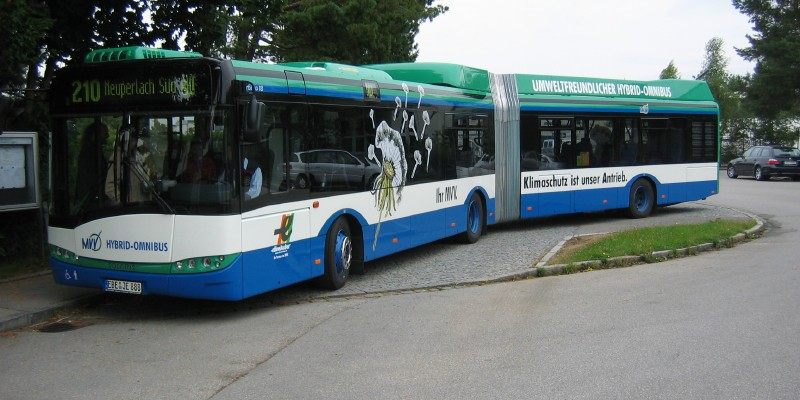